# Едісон (Нью-Джерсі)
Едісон (англ. Edison) — селище (англ. village) в США, в окрузі Міддлсекс штату Нью-Джерсі. Населення — 107 588 осіб (2020).

## Клімат
| Клімат : Едісон         | Клімат : Едісон | Клімат : Едісон | Клімат : Едісон | Клімат : Едісон | Клімат : Едісон | Клімат : Едісон | Клімат : Едісон | Клімат : Едісон | Клімат : Едісон | Клімат : Едісон | Клімат : Едісон | Клімат : Едісон | Клімат : Едісон |
| Показник                | Січ.            | Лют.            | Бер.            | Квіт.           | Трав.           | Черв.           | Лип.            | Серп.           | Вер.            | Жовт.           | Лист.           | Груд.           | Рік             |
| Абсолютний максимум, °C | 22,8            | 24,4            | 32,8            | 36,1            | 37,2            | 38,3            | 41,1            | 41,1            | 40,6            | 34,4            | 30,0            | 30,6            | 41,1            |
| Середній максимум, °C   | 3,3             | 6,1             | 11,1            | 17,2            | 23,3            | 27,8            | 30,6            | 29,4            | 25,0            | 18,9            | 12,2            | 6,1             | 17,6            |
| Середній мінімум, °C    | −6,1            | −5              | −0,6            | 3,9             | 9,4             | 14,4            | 17,2            | 16,7            | 12,2            | 5,6             | 1,1             | −3,3            | 5,5             |
| Абсолютний мінімум, °C  | −22,2           | −27,2           | −17,2           | −7,8            | −1,7            | 2,8             | 1,1             | 4,4             | −0,6            | −5,6            | −12,8           | −21,7           | −27,2           |
| Норма опадів, мм        | 102             | 77              | 104             | 100             | 120             | 101             | 137             | 110             | 115             | 97              | 103             | 96              | 1261            |
| ----------------------- | --------------- | --------------- | --------------- | --------------- | --------------- | --------------- | --------------- | --------------- | --------------- | --------------- | --------------- | --------------- | --------------- |
| Джерело:                |                 |                 |                 |                 |                 |                 |                 |                 |                 |                 |                 |                 |                 |

## Демографія
Згідно з переписом 2010 року, у селищі мешкало 99 967 осіб у 34 972 домогосподарствах у складі 26 514 родин. Було 36302 помешкання
Расовий склад населення:
| - 44,1 % — білих - 43,2 % — азіатів - 7,0 % — чорних або афроамериканців - 0,2 % — корінних американців - 2,7 % — осіб інших рас |

До двох чи більше рас належало 2,7 %. Частка іспаномовних становила 8,1 % від усіх жителів.
За віковим діапазоном населення розподілялося таким чином: 22,7 % — особи молодші 18 років, 64,7 % — особи у віці 18—64 років, 12,6 % — особи у віці 65 років та старші. Медіана віку мешканця становила 38,1 року. На 100 осіб жіночої статі у селищі припадало 95,8 чоловіків;  на 100 жінок у віці від 18 років та старших — 93,8 чоловіків також старших 18 років.
Середній дохід на одне домашнє господарство  становив 110 324 долари США (медіана — 90 515), а середній дохід на одну сім'ю — 124 718 доларів (медіана — 104 523). Медіана доходів становила 75 424 долари для чоловіків та 53 147 доларів для жінок. За межею бідності перебувало 5,1 % осіб, у тому числі 5,7 % дітей у віці до 18 років та 4,9 % осіб у віці 65 років та старших.
Цивільне працевлаштоване населення становило 51 812 особи. Основні галузі зайнятості: освіта, охорона здоров'я та соціальна допомога — 22,3 %, науковці, спеціалісти, менеджери — 18,6 %, фінанси, страхування та нерухомість — 11,6 %, роздрібна торгівля — 10,8 %.

## Відомі особистості
В поселенні народився:
- Френк Гінта (* 1970) — американський політик.
- Ентоні Столарц (* 1994) — американський хокеїст.